# Tomasz Ziembiński
Tomasz Ziembiński (ur. 3 czerwca 1965) – polski koszykarz występujący na pozycji niskiego skrzydłowego, po zakończeniu kariery zawodniczej trener koszykówki.
W 1995 był kapitanem drużyny mistrzów Polski.

## Osiągnięcia
Drużynowe
- Mistrz Polski (1995, 1997)
- Wicemistrz Polski (1998)
- Zdobywca pucharu Polski (1998, 1999)
- Finalista pucharu Polski (1995)
- Awans do najwyższej klasy rozgrywkowej (1993)